# Tonga aux Jeux olympiques d'été de 2000
Les Tonga participent aux Jeux olympiques d'été de 2000 à Sydney. Leur délégation est composée de 3 athlètes répartis en 2 sports et leur porte-drapeau est Ana Siulolo Liku. Au terme des Olympiades, la nation n'est pas à proprement classée puisqu'elle ne remporte aucune médaille. 

## Nombre d'athlètes qualifiés par sport
Voici la liste des qualifiés et sélectionnés Tongiens par sport (remplaçants compris) :
| Sport      | Hommes | Femmes | Total |
| ---------- | ------ | ------ | ----- |
| Athlétisme | 1      | 1      | 2     |

## Liste des médaillés tongiens
Aucun athlète tongien ne remporte de médaille durant ces JO.

## Athlétisme

### Hommes
| Athlète        | Épreuve | Séries  | Séries | Quarts de finale | Quarts de finale | Demi-finales | Demi-finales | Finale  | Finale  |
| Athlète        | Épreuve | Temps   | Rang   | Temps            | Rang             | Temps        | Rang         | Temps   | Rang    |
| -------------- | ------- | ------- | ------ | ---------------- | ---------------- | ------------ | ------------ | ------- | ------- |
| Toluta'u Koula | 100 m   | 11 s 01 | 9e     | Eliminé          | Eliminé          | Eliminé      | Eliminé      | Eliminé | Eliminé |

### Femmes
| Athlète      | Épreuve     | Séries  | Séries | Quarts de finale | Quarts de finale | Demi-finales | Demi-finales | Finale  | Finale  |
| Athlète      | Épreuve     | Temps   | Rang   | Temps            | Rang             | Temps        | Rang         | Temps   | Rang    |
| ------------ | ----------- | ------- | ------ | ---------------- | ---------------- | ------------ | ------------ | ------- | ------- |
| Siulolo Liku | 100 m haies | 14 s 58 | 8e     | Eliminé          | Eliminé          | Eliminé      | Eliminé      | Eliminé | Eliminé |